# Guardabosone
Guardabosone är en ort och kommun i provinsen Vercelli i regionen Piemonte, Italien. Kommunen hade 338 invånare (2018).